# Olbramov
Olbramov (en allemand : Wolfersdorf) est une commune du district de Tachov, dans la région de Plzeň, en République tchèque. Sa population s'élevait à 72 habitants en 2022.

## Géographie
Olbramov se trouve à 10 km à l'est-sud-est de Planá, à 18 km à l'est-nord-est de Tachov, à 39 km à l'ouest-nord-ouest de Plzeň et à 116 km à l'ouest-sud-ouest de Prague.
La commune est limitée par Lestkov au nord, par Kokašice et Horní Kozolupy à l'est, par Černošín au sud, et par Planá à l'ouest.

## Histoire
La première mention écrite de la localité date de 1237.

## Administration
La commune se compose de trois sections :
- Olbramov ;
- Kořen ;
- Zádub.

## Galerie

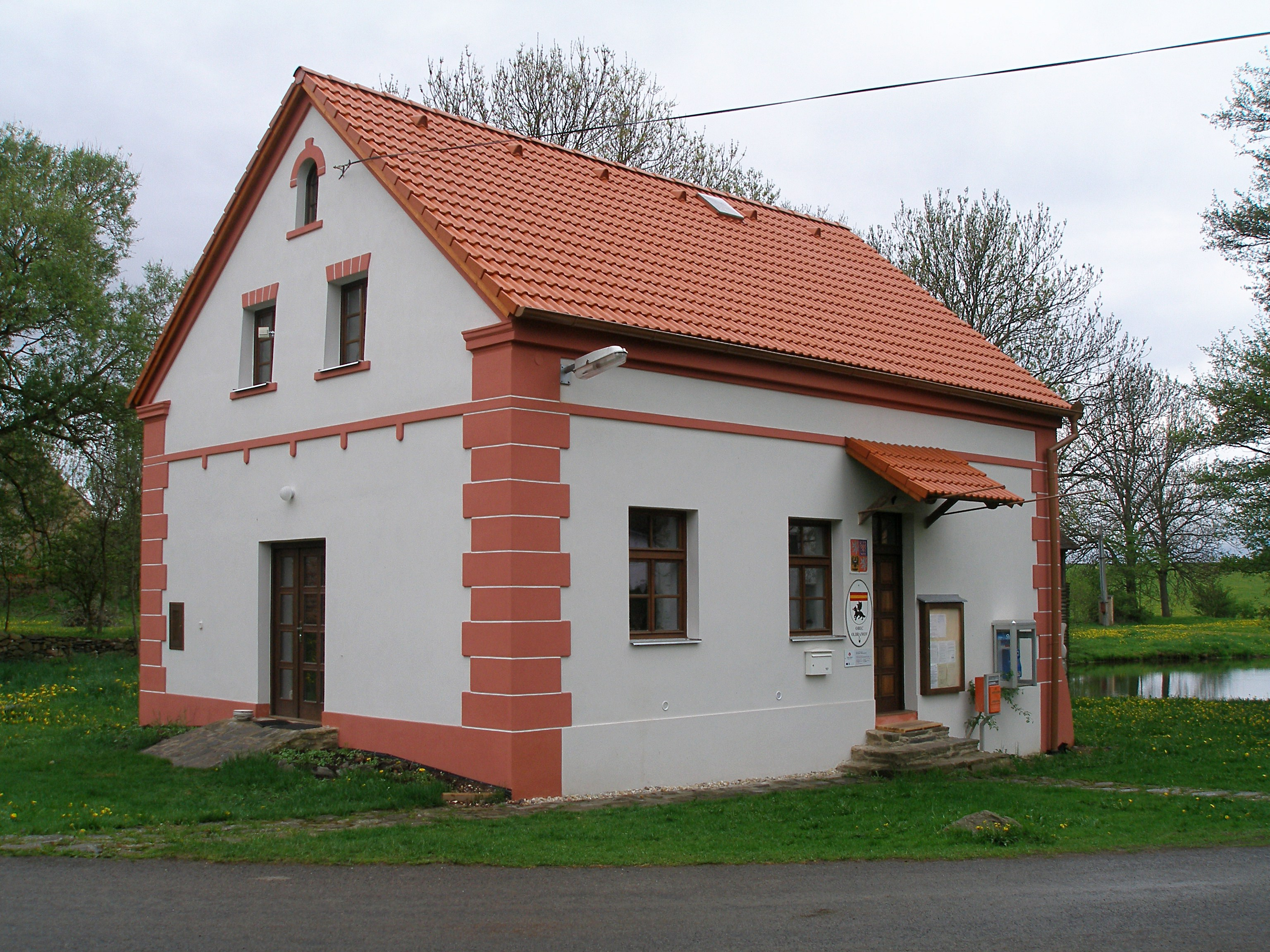
Olbramov : la mairie.
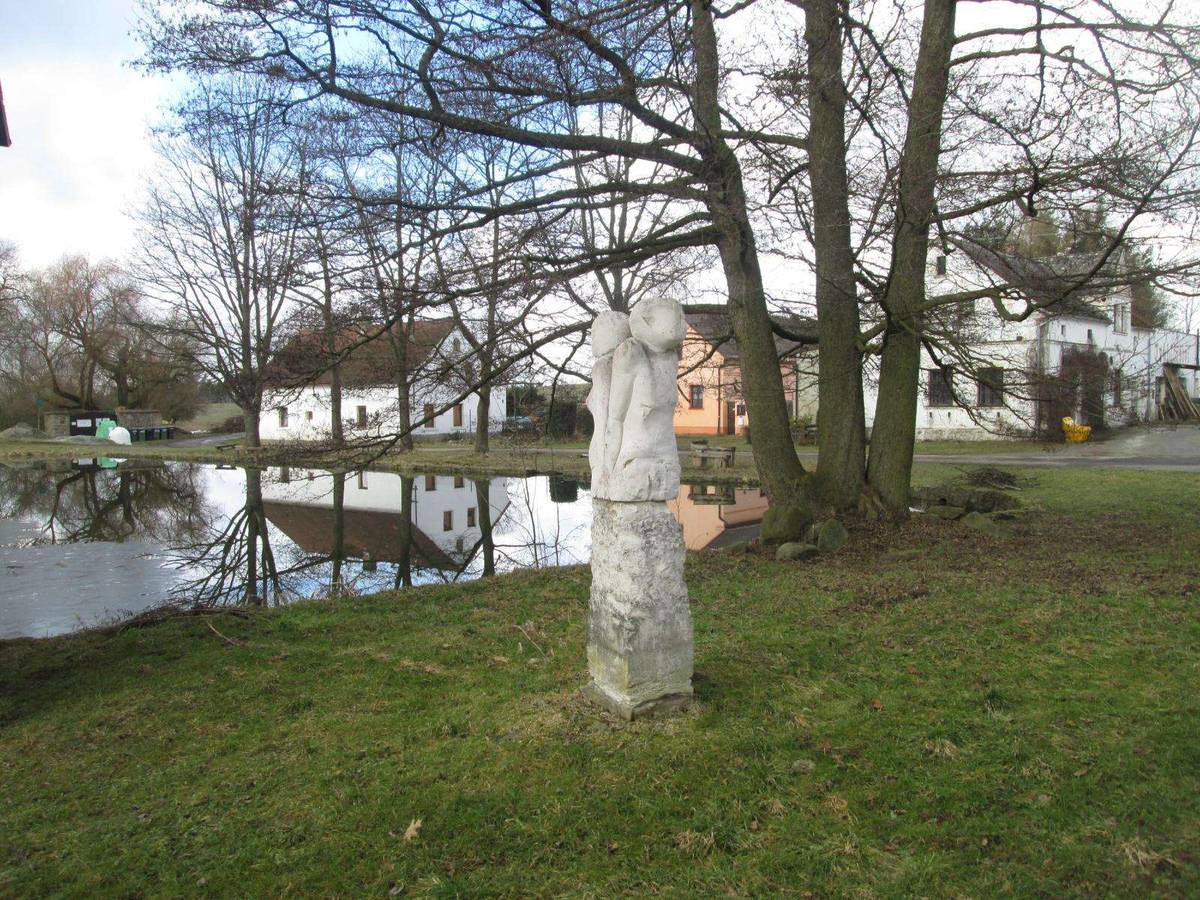
Statue devant la mairie d'Olbramov.

## Transports
Par la route, Olbramov se trouve à 15 km de Stříbro, à 28 km de Tachov, à 47 km de Plzeň et à 145 km de Prague. 